# エリオスライジングヒーローズ
『エリオスライジングヒーローズ』（HELIOS Rising Heroes）は、Happy Elementsのカカリアスタジオにより配信・運営されるスマートフォン用ゲームアプリ。公式略称は「エリオスR」。2020年8月3日サービス開始。基本プレイ無料（アイテム課金制）。
メディアミックスとして、2022年12月に舞台化され、第2弾が2024年3月に上演された。第3弾が2025年1月、第4弾が2026年に上演予定。

## 概要
Happy Elementsの新規IPによる女性向けスマートフォンゲーム。
ゲーム内の主なコンテンツは、特殊能力を持つヒーロー達が街を守りながら成長していくストーリーと、育成したヒーローによるコマンドバトルで構成されている。コマンドバトルでは、オーダー（ガチャ機能）や報酬で入手できるヒーローカードや、それに装備するフレームを使用する。その他、ミニコンテンツとして街のパトロール、キャラクターやミニキャラクターの着せ替え、司令室の模様替え、作中に登場する掲示板「エリオスチャンネル」の閲覧などがある。ストーリーは、メインストーリーや復刻イベントは全てフルボイスである。

## 世界観
50年前、宇宙から「サブスタンス」という物質がミリオン州に飛来し、様々な災害が発生する。厄災をもたらすがエネルギー資源ともなるその物質の研究・対策をする機関「HELIOS」が設立される。研究の末、サブスタンスから抽出した能力型結晶石を人体に投与することで、サブスタンス由来の厄災などに対抗できる、特殊能力持ちの人間「ヒーロー」が誕生した。
ヒーローの活躍により、サブスタンスが飛来した地はニューミリオンという名の大都市に発展する。都市は、HELIOSの拠点であるエリオスタワーがある「セントラルスクエア」と、それを囲む四つのセクターで主に構成されている。また、サブスタンスを狙う敵対組織「イクリプス」が存在する。
セントラルスクエア
ニューミリオンの中心部。最も栄えており、中心には超高層ビル「エリオスタワー」が存在する。
サウスセクター
正式名称は「レッドサウスストリート」。イメージカラーは赤。南部に位置し、工場や中流層の住宅街が多め。
ノースセクター
正式名称は「ブルーノースシティ」。イメージカラーは青。北部に位置し、高級住宅街や文化施設が多い富裕層の街。
ウエストセクター
正式名称は「イエローウエストアイランド」。イメージカラーは黄。西部に位置し、エンターテイメント関連施設が豊富な街。裏路地の治安が悪い。
イーストセクター
正式名称は「グリーンイーストヴィレッジ」。イメージカラーは緑。東部に位置し、スポーツ関連施設が多い。様々な人種が暮らす外国人街がある。
ロストガーデン
ニューミリオン郊外の地下に広がる区域。50年前、大規模な娯楽施設として建設されている最中にサブスタンスが飛来し、それ以降放棄されている。現在は、主に市民権を持たない者が住み着く無法地帯となっている。

## ストーリー

### Like the dawning light
該当ストーリー：プロローグ、第1部第1章 - 第10章、第2部第1章 - 第3章、第3部第1章 - 第5章、第4部第1章 - 第3章（更新中）
トライアウトに合格しヒーロー能力を得た13期のヒーロー達。チームワークを養うため、メンター2名、ルーキー2名のチームで共同生活を行う三年間の研修プログラムが実施される。様々な出来事を経て、ルーキー・メンター共に成長し絆が深まっていく様子が描かれている。

### Sing in the darkness
該当ストーリー：1 - 3章（完結）
ニューミリオンに突如太陽が昇らなくなり、闇に包まれた街で解決のために奔走する、12期ロビンズことセイジ、ニコ、ジュード、ビアンキの4名を中心としたストーリー。番外編のような位置付けだが、Like the dawning lightの第2部後辺りの出来事で、13期チームのメンバーも登場する。Like the dawning lightと比較するとチーム内の人間関係での衝突は少なく、事件の解決がメインとなっている。

## 登場人物
声は声優、演は舞台版における俳優。

### HELIOS（エリオス）
サブスタンスの対策や研究を行う機関。サブスタンスを投与され能力を得たヒーローの他、研究者、一般職員などが所属している。ヒーローは、ニューミリオンの四つに分かれたセクター、または対イクリプス部隊などに所属している。本項では、ゲーム内で多く使用されている分類に従ってヒーローを記述する。なお、ヒーローのランクは高い順に「メジャーヒーロー、AAA（トリプルエー）、AA（ダブルエー）、A（シングルエー）」となっている。

#### 13期サウスセクター
鳳アキラ（おおとりあきら）
声 - 豊永利行
演 - 糸川耀士郎
誕生日：7月1日 / 年齢：18歳 /ランク：A / 13期生
炎を出して操るサブスタンス能力「スピットファイア 」を持つ。好戦的で猪突猛進な性格で、テンションが上がると、よく「ボルテージマックスだぜ！」と叫ぶ。この口癖は、2023年2月の大型アップデート「HELIOS VOLTAGE MAX!!!!! PROJECT」にも採用されている。
ウィルとレンとは幼なじみで、研修で同室のウィルには度々世話を焼かれている。従兄弟でもあるレンとは、アキラの自宅でレンを預かるようになってから不仲。家に居づらく、ガスト率いる不良グループとつるむようになっていたが、火事に巻き込まれてヒーローに助けられたことからヒーローを目指すようになった。

ウィル・スプラウト
声 - 近藤隆
演 - 蔵田尚樹
誕生日：4月26日 / 年齢：19歳  / ランク：A / 13期生
植物を自在に操るサブスタンス能力「エバープラント」を持つ。心優しく心配性で、幼なじみで同室のアキラの世話を焼いている。実家が花屋で、植物が好き。幼い頃は病弱で、強さへの憧れからヒーローを目指すようになった。模範的な優等生タイプで、ガスト以外には人当たりが良い。反面、自分が正しいと信じたことはルールを破ってでも貫く信念の強さがある。4年前に、怪我をしていたシャムスに絆創膏をあげたことを覚えており、その時のやり取りなどから「悪い子ではないはず」と感じており、ヒーローとの戦闘で大怪我を負っていたシャムスを匿うなどした。極度の甘党で、ウィルが作る料理は全て異様に甘くなる。

ブラッド・ビームス
声 - 羽多野渉
演 - 馬場良馬
誕生日：9月15日 / 年齢：28歳 / ランク：メジャーヒーロー / 10期生
磁気であらゆる金属を操るサブスタンス能力「インペリアル・ジャッジ」を持つ。13期研修チームのメンターリーダー。厳格で効率を重んじており、破天荒なアキラには度々反発されている。クールで無愛想な印象だが、応援してくれる市民には笑顔でファンサービスをする。弟のフェイスを非常に可愛がっていたが、現在は距離を置いている。
オスカー・ベイル
声 - 佐藤拓也
演 - 横山真史
誕生日：2月9日 / 年齢：24歳 / ランク：AAA / 11期生
音速のスピードで動くことができるサブスタンス能力「ソニックキラー 」を持っている。ストリートで暮らす孤児だったところをブラッドに拾われ、ビームス家で奉公人となった。ブラッドへの憧れや恩返しの気持ちからヒーローを志した。アレキサンダーという名のハリネズミを飼っている。

#### 13期ノースセクター
如月レン（きさらぎれん）
声 - 石谷春貴
演 - 佐藤祐吾
身長：175cm / 誕生日：12月4日 / 年齢：18歳  / ランク：A / 13期生
氷を操るサブスタンス能力「アブソリュートゼロ」を持つ。クールで寡黙だが、幼なじみのアキラと絡むと、お互いに子供じみた張り合い方をする。父と母と姉をイクリプスのシンに殺害されており、復讐のためヒーローを志願した。優等生だが、極度の方向音痴で朝起きることも苦手。同室のガストに毎日世話を焼かれている。猫が好き。

ガスト・アドラー
声 - 日野聡
演 - 木村優良
誕生日：8月27日 / 年齢：20歳  / ランク：A / 13期生
風を自在に操るサブスタンス能力「ナイトホーク」を持つ。かつては不良少年であり、兄貴肌で面倒見が良く、沢山の舎弟に慕われている。父ハーヴィーは陸軍の大佐、母はエリオスの元研究者で行方知れず。ハンナという名の妹がいる。少年時代のとある出来事のせいで女性が苦手。

ヴィクター・ヴァレンタイン
声 - 諏訪部順一
演 - 菊池修司
誕生日：1月9日 / 年齢：31歳 / ランク：メジャーヒーロー / 9期生
粒子を操り、様々な化学反応を起こすサブスタンス能力「エクスペリメント」を持つ。サブスタンスの研究者だが、サブスタンスを自ら回収するためヒーローを志した。知的好奇心と探究心が旺盛で、目的のためには手段を選ばない一面がある。ノヴァとは同級生で仲が良く、マリオンが幼い頃はよく世話をしていた。

マリオン・ブライス
声 - 小野賢章
演 - 富本惣昭
誕生日：9月21日 / 年齢：19歳 / ランク：AA / 12期生
自らの血を鞭のようにして自在に操るサブスタンス能力「ブラッディローズ」を持つ。非常に優秀で、最年少でメンターになった。実の親がおらず、HELIOSの研究所でノヴァ博士に育てられた。記憶力が異様に良く、幼い頃の出来事もよく覚えている。女性と見間違われることもあるほど中性的な美形だが、ベンチプレスでオスカーと競い合えるほど筋力がある。

#### 13期ウエストセクター
レオナルド・ライト・Jr
声 - 村瀬歩
演 - 野口準
誕生日：5月5日 / 年齢：16歳  / ランク：A / 13期生
HELIOSの1期生でレジェンドヒーローとされる「レオナルド・ライト」の息子。放電し、雷鳴を轟かせるサブスタンス能力「サンダーボルテックス」を持つ。優秀で、アカデミーを飛び級で卒業した。理想が高く真面目だが、短気でキレやすい性格。ロックが好きで、兄とバンドを組んでいる。

フェイス・ビームス
声 - ランズベリー・アーサー
演 - 高本学
誕生日：2月14日 / 年齢：19歳 / ランク：A / 13期生
音による振動を自在に操るサブスタンス能力「ブレイクビーツ」を持つ。気だるげな雰囲気の色男で、面倒くさいことを嫌がり適当にこなそうとする面がある。音楽の才に恵まれており、楽器はなんでもこなせる。趣味でクラブのDJをしており、一時期までは自分で人数を把握できないほど「彼女」がいた。ブラッドの弟で、兄に憧れてヒーローを目指した。現在は距離を置いている。

キース・マックス
声 - 津田健次郎
演 - 稲垣成弥
誕生日：11月10日 / 年齢：28歳  / ランク：メジャーヒーロー / 10期生
触れることなく物体を動かせるサブスタンス能力「インビジブル・フォース」を持つ。自堕落でやる気がないものの、内面は非常に情が深く、殉職したとされていた同期のディノを密かに探し続けていた。
ディノ・アルバーニ
声 - 鈴村健一
演 - 安里勇哉
誕生日：3月22日 / 年齢：28歳  / ランク：AA
人狼化するサブスタンス能力「ヴェアヴォルフ」を持つ。ラブアンドピースが合言葉の明るい性格。ブラッドやキースと同期で、そのチームワークの良さから三人で「ミラクルトリオ」と呼ばれていた。イクリプスに洗脳されており、ロスト・ゼロで殉職したとされていた時からイクリプスに移り、HELIOSと敵対していた。洗脳が解けたことからHELIOSに復帰。ピザをこよなく愛している。

#### 13期イーストセクター
グレイ・リヴァース
声 - 岡本信彦
誕生日：6月6日 / 年齢：25歳 / ランク：A / 13期生
霧を発生させ姿を消すことのできるサブスタンス能力「マッドネスミスト」を持つ。
人付き合いが苦手でよくオドオドしており、アカデミー時代に自身をいじめていたアッシュの前ではそれが顕著になる。トライアウトに二回落ち、三回目でようやく合格した。オンラインゲーム上で攻撃的な人格「ジェット」を演じていた過去があり、様々な要因から現在はグレイとジェットの二重人格状態になっている。トライアウトに落ちた後、プロゲーマーとして活躍していた時期がある。

ビリー・ワイズ
声 - 中島ヨシキ
演 - 岩城直弥
誕生日：7月30日 / 年齢：19歳  / ランク：A / 13期生
電子の糸を手から出して操るサブスタンス能力「サイバーストリングス」を持つ。陽気な性格でテンションが高い。お金儲けが大好きで、「本業」として情報屋をしているためか人から色々なことを聞き出したがる。一人称は「オイラ、俺っち、ボクちん」などコロコロ変わるが、素の一人称は「俺」。家族は、長期間病気で入院している育ての父のみ。

アッシュ・オルブライト
声 - 木村昴
誕生日：8月8日 / 年齢：25歳  / ランク：AAA / 11期生
重力を自在に操るサブスタンス能力「センターオブグラビティ」を持つ。大富豪の御曹司。ノブレス・オブリージュが染み付いており他人のために金をよく使うが、自己中心的である。自分にも他人にも厳しく真面目だが言動が荒っぽい。アカデミー時代、グレイのことを自分より成績が良くて気に食わないなどの理由でいじめていた。

ジェイ・キッドマン
声 - 森川智之
演 - 寿里
誕生日：10月23日 / 年齢：37歳 / ランク：メジャーヒーロー / 7期生
超人並みのパワーを出せるサブスタンス能力「ロードオブミリオン」を持つ。模範的なヒーローで老若男女に人気がある一方、家庭を疎かにしがちで妻と離婚している。妻に引き取られたベンジーという名の息子がいる。過去、市民を救出する際に右腕を失い、以降は義手となっている。

#### 12期ロビンズ
ルーキー研修を終えた12期ヒーローの内、メンターがロビン・グッドウェザーでサウスセクターに所属していたグループ。12期のヒーローにはマリオン・ブライスも含まれるため、便宜上12期ロビンズと記載。
セイジ・スカイフォール
声 - 小林裕介
誕生日：4月11日 / 年齢：22歳  / ランク：AA / 12期生 / 所属：サウスセクター
影を使役し自在に操るサブスタンス能力「メフィストシャドウ」を持つ。 温厚で人当たりの良い性格。霊感があり、占いが得意。ニューミリオンに来た際、行き倒れているところをロビンに拾われた。ヒーローが好きで、ヒーロー達に対してファンのような言動をとることもある。ルーキー研修後は、ニコと同じアパートの隣室に住んでいる。

ニコ
声 - 堀江瞬
誕生日：5月17日 / 年齢：22歳  / ランク：AA / 12期生 / 所属：対イクリプス部隊
瞬間移動や物質転送ができるサブスタンス能力「クラックディメンション」を持つ。無口で無愛想でマイペースな性格。伏せられているファミリーネームは「ジョルノ」。家がマフィアで、後を継ぎたくないがために家を出ている。高いハッキング技術を持っている。エネルギー消費が激しく、すぐに腹を空かせる。ルーキー研修後は、セイジと同じアパートの隣室に住んでいる。

ジュード・アレス
声 - 鈴木崚汰
誕生日：6月24日 / 年齢：25歳 / ランク：AA / 12期生 / 所属：対イクリプス部隊
自己再生できるサブスタンス能力「ネバー・ダイ」を持つ。生まれつき痛みを感じない体質で、スリルを求めてヒーローの道を選んだ。アカデミー時代のルームメイトだったビアンキを異様に崇拝しており、ビアンキと関係のない人や事柄に対する興味が極端に薄い。

ビアンキ・ロウ
声 - 田丸篤志
誕生日：7月19日 / 年齢：27歳 / ランク：AA / 12期生 / 所属：対イクリプス部隊・デザイン部
幻覚作用のある香りを操るサブスタンス能力「テンプトセント」を持つ。美容やファッションに詳しく、女性っぽい喋り方をする。小さな頃からデザイナーを志していたが、家庭の経済状況からヒーローの道を選んだ。現在は対イクリプス部隊とデザイン部を兼任している。アカデミー時代のルームメイトであるジュードからの異様な執着を歓迎していない。

ロビン・グッドウェザー
声 - 浪川大輔
メジャーヒーローで、セイジ達の元メンター。守備に特化した能力を持っており、相手の攻撃を無効化するなどして戦う。占いが得意。

#### HELIOS関係者
ノヴァ・サマーフィールド
声 - 鈴木千尋
演 - 横井翔二郎
誕生日：6月9日 / 年齢：31歳
HELIOSの研究部の部長で、ーローたちの能力開発を行っている科。はサブスタンス工学を発展させたオズワルド・サマーフィールド博士である。
生活能力があまりなくお風呂嫌いで、度々ジャック02に叱られている。マリオンのことは親代わりとして可愛がっている。お菓子作りが得意。

リリー・マックイーン
声 - 折笠愛
誕生日：3月3日 / 年齢：33歳
HELIOSの技術教官。かつてはトップクラスの実力を持つ女性ヒーローだったが、結婚を機に現役を引退。

ジャック02
声 - 折笠愛
誕生日：1月1日
ノヴァが作った人工知能ロボット。HELIOSの運営補助の他、掃除や洗濯などヒーローの身の回りの世話もしている。ジャクリーンよりジャックの方が年上に見えるが、実際にはジャクリーンより3年後に制作されている。

ジャクリーン
声 - 田中あいみ
誕生日：2月2日
ノヴァが10歳の時に作った人工知能ロボットで、ジャック02同様HELIOSの運営補助に携わっている。天真爛漫でマイペース。レディ扱いしないと怒る。

### イクリプス
ロストガーデンに拠点を持ち、サブスタンスの奪取を狙っている組織。白髪赤眼の、サブスタンスと思われる能力を持つ幹部メンバーの他、ロボットと思われる人型や犬型の兵隊がいる。
シリウス
声 - 櫻井孝宏
演 - 小野健斗
誕生日：12月12日 / 年齢：不明
ロストガーデンで美術商を営む謎の人物。物腰柔らかで、シンやシャムスを従えている。ノヴァ博士と対等に話せるほどの知識を持っており、何らかの方法でサブスタンス能力を仲間に付与している。人を洗脳したり人体の自由意志を奪ったりするような能力を何度か見せているが、詳細は不明。

シン
声 - 興津和幸
演 - 大隅勇太
誕生日：10月2日 / 年齢：24歳
毒霧を操る能力を持っている。シリウスに心酔している。フレーム「BAD MOOD」のスキル名「インフェクシャス・レプリカ」から、サブスタンスの名前は「インフェクシャス」である可能性があるが、作中で名言されていないため不明。

シャムス
声 - 河本啓佑
演 - 杉江大志
誕生日：6月13日 / 年齢：18歳
爆発を起こす能力を持っている。破壊衝動を持っており、すぐ暴れたがる。現在は白髪赤眼だが、昔は黒髪金眼だった。猫が好きで、路地裏で野良猫に餌をやっている。フレーム「Hunting」のスキル名「パウダーハウス・レプリカ」から、サブスタンスの名前は「パウダーハウス」である可能性があるが、作中で名言されていないため不明。

## 開発

### 企画
本作の企画書は2017年ごろに作られた。提出された企画書を見た社長の提言により、開発チームが発足した。本作のクリエイティブディレクターは「B's LOG」によるスタッフ座談会の中で、メインイラストレーターがいたからこそ実現した企画であり、方向性も企画書の時点から変わっていないと話している。
ターゲット層は『あんさんぶるスターズ!』よりも上の、20代から40代の仕事をしている女性を想定している。

### ストーリー・セッティング
本作は働いている人が読んでいて前向きになることを目標としており、チームワーク皆無の状態から成長するドラマ性や、「メンター」と「ルーキー」という上下関係などが物語の中に込められている。
2023年の大型アップデートで実装された「Sing in the darkness」はメインストーリーとは別のヒーローチームを描くことで、新規プレイヤーでも参入しやすくするという狙いがあり、開発中は「劇場版」と呼ばれていた。
また、このシナリオの展開は「ヒーロー」という存在を見直すものとなっており、製作スタッフにとっても物語や世界観などを見つめ直す機会になったと、本作のゲームデザイナーは「4Gamer.net」とのインタビューの中で述懐している。

### キャスティング
キャスティングは王道を狙いつつも、演じたことがないような幅を出してもらえるキャラクターにしたいという期待もあった。アキラ役の豊永利行やブラッドの羽多野渉、ビリー役の中島ヨシキは、第一印象をもとに選定された。
「B's LOG」によるスタッフ座談会の中では、声が付いたことによって印象が変わったキャラクターのひとりとしてアッシュが挙げられている。彼はいじめっ子という設定があり、より強い感じの声になると想定されていたが、木村昴の演技は落ち着いた低さだったという。

## ラジオ
フェイス・ビームス役のランズベリー・アーサーと、ビリー・ワイズ役の中島ヨシキがパーソナリティを務めるインターネットラジオ番組。本作ゲームの配信開始日2020年8月3日より約9ヶ月早い、2019年10月28日から配信が開始されている。番組コンセプトは「憂鬱な月曜日をヒーローが応援するラジオ」。月曜日19時配信。ゲームリリース前の第10回までは隔月で配信されており、リリース後の第11回（2020年8月10日配信）から第2・第4月曜の月二回配信となった。2024年からリニューアルされ、2024年1月29日配信の第88回より、月一回配信（第4または第5月曜）・必ずゲスト有り・音泉だけでなくエリオスR公式YouTubeチャンネルでも配信、という形式に変更された。内容は出演声優による雑談、お便りの音読、ゲームの新情報発表、「マンデーナイトリーディング」という出演声優によるミニドラマなどがある。ラジオの主題歌が作られた他、アーカイブをまとめたCDも発売されている。
| タイトル                                                            | 発売日        | 規格品番       | 主な収録内容                                            |
| ------------------------------------------------------------------- | ------------- | -------------- | ------------------------------------------------------- |
| ラジオCD「HELIOS Rising Heroes ラジオ マンデーナイトヒーロー」      | 2021年5月14日 | TBZR-1245/1246 | 第1回 - 第10回                                          |
| ラジオCD「HELIOS Rising Heroes ラジオ マンデーナイトヒーロー」vol.2 | 2022年6月29日 | TBZR-1300/1301 | 第11回 - 第20回、主題歌「メランコリックマンデーナイト」 |
| ラジオCD「HELIOS Rising Heroes ラジオ マンデーナイトヒーロー」vol.3 | 2023年1月14日 | TBZR-1312/1313 | 第21回 - 第40回                                         |

## 舞台

### 公演リスト

#### Action Stage「エリオスライジングヒーローズ」
舞台第1弾となる「Action Stage『エリオスライジングヒーローズ』」が2022年12月8日から18日までシアター1010、12月23日から25日までロームシアター京都サウスホールで上演された。
キャスト
鳳アキラ：糸川耀士郎
ブラッド・ビームス：馬場良馬
ウィル・スプラウト：蔵田尚樹
オスカー・ベイル：横山真史
如月レン：佐藤祐吾
ガスト・アドラー：木村優良
ノヴァ・サマーフィールド：横井翔二郎
シン：大隅勇太
シャムス：杉江大志
ジェイ・キッドマン：寿里
スタッフ
脚本：米山和仁
演出：吉谷晃太朗
アクション監督：奥住英明

#### Action Stage「エリオスライジングヒーローズ」 -THE WEST-
第2弾となる「Action Stage「エリオスライジングヒーローズ」 -THE WEST-」が2024年3月7日から16日までシアター1010、3月23日・24日に京都劇場で上演された。
キャスト
キース・マックス：稲垣成弥
レオナルド・ライト・Jr：野口準
フェイス・ビームス：高本学
ビリー・ワイズ：岩城直弥
ノヴァ・サマーフィールド：横井翔二郎
シン：大隅勇太
シャムス：杉江大志
シリウス：小野健斗
ディノ・アルバーニ：安里勇哉
ブラッド・ビームス：馬場良馬
アンサンブル：町田尚規 / 田中慶 / 高野雄貴 / 清水優志 / 安久真修 / 松崎友洸 / 大塚悠斗 / 杉山湧哉

#### Action Stage「エリオスライジングヒーローズ」-THE NORTH-
第3弾となる「Action Stage『エリオスライジングヒーローズ』-THE NORTH-」が2025年1月11日から19日まで品川プリンスホテル ステラボール、1月25日・26日に森ノ宮ピロティホールで上演された。
キャスト
マリオン・ブライス：富本惣昭
ヴィクター・ヴァレンタイン：菊池修司
如月レン：佐藤祐吾
ガスト・アドラー：木村優良
ウィル・スプラウト：蔵田尚樹
ノヴァ・サマーフィールド：横井翔二郎
シン：大隅勇太
シャムス：杉江大志
キース・マックス：稲垣成弥
ジェイ・キッドマン：寿里
アンサンブル：田中慶 / 松崎友洸 / 大塚悠斗 / 森本竜馬 / 石澤友規 / 山口渓 / 山川源太 / 末髙伊織

#### Action Stage「エリオスライジングヒーローズ」-THE EAST-
2026年1月・2月に上演が予定されており、グレイ・リヴァース、ビリー・ワイズ、アッシュ・オルブライト、ジェイ・キッドマンが登場する。

### ソフト情報
| タイトル                                                | 発売日        | 規格品番     | 規格品番     |
| タイトル                                                | 発売日        | BD（限定盤） | BD（通常盤） |
| ------------------------------------------------------- | ------------- | ------------ | ------------ |
| Action Stage「エリオスライジングヒーローズ」            | 2023年6月28日 | FFXS-0011    | FFXS-0012    |
| Action Stage「エリオスライジングヒーローズ」 -THE WEST- | 2024年9月27日 | FFXS-15      | FF1S-0016    |

## 書籍
- 【ビジュアルファンブック】エリオスライジングヒーローズ 公式ビジュアルファンブック（2021年12月17日発売、KADOKAWA）ISBN 978-4-04-733570-7
- HELIOS Rising Heroes 3rd Anniversary Official Staff Book（2023年）[43]

## CD
メインストーリーの各章にEDソングがあり、定期的にCDとして発売されている。いずれのCDにもオリジナルドラマトラックが含まれている。
| タイトル                                                                     | 発売日         | 規格品番        |
| 主題歌                                                                       | 主題歌         | 主題歌          |
| ---------------------------------------------------------------------------- | -------------- | --------------- |
| 『HELIOS Rising Heroes』主題歌「Rise Sunshine」                              | 2020年9月2日   | FFCG-0138       |
| 『HELIOS Rising Heroes』主題歌 Vol.2 「Daybreak Horizon」                    | 2021年10月27日 | FFCG-0200       |
| 『HELIOS Rising Heroes』 Sing in the darkness 「FACTS ERROR」/「dawn light」 | 2023.8月23日   | FFCG-0267・0268 |
| 『HELIOS Rising Heroes』主題歌 Vol.3 「アカツキ」                            | 2024年1月12日  | FFCG-0269・0271 |
| 『HELIOS Rising Heroes』主題歌 Vol.4 「Sing out to the Dawn」                | 2025年7月25日  | FFCG-0282・0283 |
| EDソング                                                                     |                |                 |
| 『HELIOS Rising Heroes』エンディングテーマ Vol.1                             | 2020年10月7日  | FFCG-0139       |
| 『HELIOS Rising Heroes』エンディングテーマ Vol.2                             | 2020年11月4日  | FFCG-0140       |
| 『HELIOS Rising Heroes』エンディングテーマ Vol.3                             | 2020年12月23日 | FFCG-0141       |
| 『HELIOS Rising Heroes』エンディングテーマ Vol.4                             | 2021年7月28日  | FFCG-0197       |
| 『HELIOS Rising Heroes』エンディングテーマ Vol.5                             | 2021年8月25日  | FFCG-0199       |
| 『HELIOS Rising Heroes』エンディングテーマ SECOND SEASON Vol.1               | 2022年7月27日  | FFCG-0208・0230 |
| 『HELIOS Rising Heroes』エンディングテーマ SECOND SEASON Vol.2               | 2022年11月30   | FFCG-0232・0233 |
| 『HELIOS Rising Heroes』THIRD SEASON 「First Storm」 THEME SONG              | 2024年8月23日  | FFCG-0270・0272 |
| 『HELIOS Rising Heroes』THIRD SEASON 「Overflow」 ENDING THEME               | 2025年6月24日  | FFCG-0280・0281 |
| ドラマCD                                                                     |                |                 |
| 『HELIOS Rising Heroes』ドラマCD Vol.1－South Sector－                       | 2021年3月3日   | FFCG-0183・0184 |
| 『HELIOS Rising Heroes』ドラマCD Vol.2－West Sector－                        | 2021年4月7日   | FFCG-0185・0186 |
| 『HELIOS Rising Heroes』ドラマCD Vol.3－East Sector－                        | 2021年5月7日   | FFCG-0187・0188 |
| 『HELIOS Rising Heroes』ドラマCD Vol.4－North Sector－                       | 2021年6月2日   | FFCG-0189・0190 |
| その他                                                                       |                |                 |
| 『HELIOS Rising Heroes』オリジナル・サウンドトラック                         | 2022年4月27日  | FFCG-0209       |
| 『HELIOS Rising Heroes』 1st Full Album                                      | 2022年8月24日  | FFCG-0210・0211 |
| 『HELIOS Rising Heroes』GoldenXXsection VS LILIAN                            | 2024年9月27日  | FFCG-0274・0275 |

### 参照
1. ↑  誕生日〜ランクまでのプロフィールは、全て公式サイトキャラクターページ参照[10]。
2. ↑  HELIOS Rising Heroes メインストーリー Like the dawning light プロローグ3話より 以下、13期研修チームのメンターが何期生かは全て同ストーリー参照
3. ↑  HELIOS Rising Heroes イベントストーリー 真夏のサバイバルアイランド 20話参照
4. ↑  HELIOS Rising Heroes キャラストーリー ウィル 3話参照
5. ↑  HELIOS Rising Heroes メインストーリー Like the dawning light 第1部4章6話参照